# Залісся (округ Сенец)
Залісся (словац. Zálesie) — село, громада округу Сенець, Братиславський край, південно-західна Словаччина. Кадастрова площа громади — 5,87 км².
Населення 2097 осіб (станом на 31 грудня 2017 року).

## Історія
Залісся згадується 1940 року (відокремлення).

## Географія
Протікає Малиновський рукав.

## Населення
| Рік:            | 1994. | 2004.    | 2014.    | 2024.    |
| --------------- | ----- | -------- | -------- | -------- |
| Кількість осіб: | 710   | 925      | 1791     | 2297     |
| Різниця:        |       | +30,28 % | +93,62 % | +28,25 % |

| Рік:            | 2023. | 2024.   |
| --------------- | ----- | ------- |
| Кількість осіб: | 2280  | 2297    |
| Різниця:        |       | +0,74 % |